# Корисні копалини Болгарії
Корисні копалини Болгарії
Запаси корисних копалин в Болгарії невеликі. Найважливіші корисні копалини — лігніти, руди заліза, свинцю, цинку і міді (табл. 1). Країна має промислові запаси мідної руди на 30-50 років, золотовмісних руд — на 20 років, свинцевих і цинкових руд — на 20 років, залізняку, марганцевої руди і вугілля, індустріальної сировини і декоративного каменя — більш ніж на 200 років. Загальна цінність розвіданих мінеральних ресурсів (не враховуючи нафти і газу) становить близько 320 млрд дол. США. Відносна частка окремих різновидів ресурсів наступна: вугілля —54,47%; руд кольорових і дорогоцінних металів — 5,69 %; чорних металів — 2,05 %, індустріальної сировини — 23,64 % і декоративного каменя — 14,15 %. 

## Окремі види корисних копалин

### Основні корисні копалини Болгарії станом на 1998-99 рр.
| Корисні копалини               | Запаси       | Запаси   | Вміст корисного компоненту в рудах, % | Частка у світі, % |
| Корисні копалини               | Підтверджені | Загальні | Вміст корисного компоненту в рудах, % | Частка у світі, % |
| Барит, тис. т                  | 200          | 500      |                                       | 0,1               |
| Вольфрам, тис. т               | 25           | 30       | 0,3 (WO3)                             | 1                 |
| Залізні руди, млн т            | 250          | 340      | 31                                    | 0,1               |
| Золото, т                      | 180          | 265      | 0,2 – 3,6 г/т                         | 0,4               |
| Марганцеві руди, млн т         | 126          | 180      | 27 (Mn)                               | 3,5               |
| Мідь, тис. т                   | 4100         | 4400     | 0,36 (Cu)                             | 0,6               |
| Молібден, тис. т               | 10           | 10       | 0,008                                 | 0,1               |
| Нафта, млн т                   | 2            |          |                                       |                   |
| Плавиковий шпат, млн т         | 0,5          | 1        | 45 (CaF2)                             | 0,3               |
| Природний горючий газ, млрд м³ | 6            |          |                                       |                   |
| Свинець, тис. т                | 1590         | 3390     | 2.3 (Pb)                              | 1,3               |
| Срібло, т                      | 3000         | 5800     | 100 г/т                               | 0,5               |
| Вугілля, млн т                 | 4450         | 5110     |                                       |                   |
| Цинк, тис. т                   | 1380         | 2780     | 2 (Zn)                                | 0,5               |
| Уран, тис. т                   | 7,83         | 16,23    |                                       | 0,3               |

### Нафта, газ, вугілля, горючі сланці
Виробництво нафти і газу незначне. Головним джерелом енергії є вугілля. Усього його запаси становлять 9,5 млрд т, в тому числі 4,68 млрд т промислових і 4,82 млрд т прогнозних. Близько 87% вугілля — лігніт (за інш. оцінками — до 92%). Запаси кам'яного вугілля досягають 1,924 млрд т, з яких 424 млн т — промислові. Запаси бурого вугілля становлять 685 млн т, включаючи 340 млн т промислових. За запасами бурого вугілля Болгарія займає 9-е місце серед країн ЄС (2002). Основні вугільні басейни — Східно-Маріцький і Західно-Маріцький, а також Софійська область. Крім того, є близько 40 незначних родовищ бурого вугілля. У Добруджанському вугільному басейні є 4 вугленосні товщі верхнього карбону, які залягають на глибині 1300-1800 м. Кожна з товщ (потужність від 90-580 м) містить 5-35 вугільних пластів потужністю 0,1-12,3 м (середня потужність 1,5-2,0 м). Кількість вугільних пластів 17 загальною потужністю 31,55 м. Вміст S від 1 до 1,5%, зольність 13,7-34,2%, теплотворна здатність до 20,9 МДж/кг. Балканський вугільний басейн складений вугленосною сильно дислокованою товщею верхньої крейди потужністю 80-120 м, що включає 3-8 вугільних пластів потужністю 0,2-1,5 м. Запаси бурого вугілля укладені в Пернікському і Чорноморському бас., а також у родовищах Бобов Дол, Ораново, Бистриця. Родовища горючих сланців — в Красава, Гурково, Копринка та ін. озерно-болотяного типу.
У 2010 р. на території Болгарії розвідане родовище природного газу із ресурсами близько 3 млрд м³.

### Рудні корисні копалини
На території Болгарії виділені 3 головні металогенічні одиниці: Північно-Болгарська, Балкансько-Середньогірсько-Крайштидна і Родопська. Рудоутворення відбувалося протягом байкальської, каледоно-герцинської, кімерійської, альпійської металогенічних епох. 
Залізні руди укладені в основному в родовищі Креміковці. Рудне тіло лінзоподібної форми довжиною 800 м, потужністю до 267 м. Руди комплексні, містять (%): залізо (30,7), марганець (6,2), свинець (0,4), барит (18,9). Як домішки зустрічаються мідь, срібло, ртуть. Головні рудні мінерали — гематит, лімоніт, сидерит. Запаси руди 215 млн т. Розвідане  також родовище залізних руд Чіфлік із вмістом заліза 23 %. Існує декілька родовищ залізняку з домішками марганцю, хрому, молібдену.
Марганець. Родовища марганцевих руд приурочені до 3 рудних зон — Південної (охоплює район м. Варна), Північної (район причорноморської Добруджі), Тюленівської (узбережжя Чорного м.). Рудоносні олігоценові відклади. Потужність рудоносних горизонтів в середньому 0,8-14 м, глибина залягання до 480 м, вміст марганцю 10-37 %. Найбільше родовище — Оброчиште.
Поліметали. Народногосподарське значення мають родовища свинцю, цинку і міді. У горах Планіна виявлені невеликі запаси золота. Вольфрамова і бісмутова руда є в Родопах.
Родовища мідних руд представлені головним чином вкрапленим і прожилковим зруденінням штокверкового типу і рудними жилами. Найстаріший міднорудний район — Бургаський — включає родовища Росен, Меден-Рід, Вирли-Бряг, Зідарово. Основні рудні мінерали: халькопірит, пірит, ґаленіт, сфалерит та ін. Запаси міді в надрах становлять 3,03 млн т. 90 % запасів зосереджено в трьох родовищах — Елаціте, Асарел і Челопеч. Більше 80 % запасів свинцю і цинку укладено в жильних родовищах, в основному в Маданському рудному районі. 
Прогнозні запаси родовищ свинцевих і цинкових рудоцінюються в 106 млн т, велика частина яких (93 млн т) локалізована в зоні Родоп. Передбачається наявність ще близько 48 млн т в перспективних районах.
Вольфрам-молібденові рудопрояви є в Родопах. Розсипне золото відоме в Панагюрському, Кюстенділському і Михайловградському районах. В рудах свинцево-цинкових родовищ постійно присутні як попутні компоненти золото, срібло, іноді сурма.

### Неметалічні корисні копалини
У Болгарії є родовища близько 30 видів неметалічної сировини, в тому числі мармуру, каоліну, доломіту, гіпсу, кварцу, вогнетривкої глини і флюориту.
Флюоритові родовища — Слов’янка і Міхалкове. Флюоритова мінералізація приурочена до розломів; тіла флюоритових руд мають лінзоподібну форму і потужність 0,25-1 м. Перліти встановлені в родовищах Студен-Кладенец і Джебел. Азбестове родов. Голямо-Каменяне відоме в південно-східних Родопах. Агатове родовище Глухар розташоване в районі Кирджалі. Промисловий інтерес представляють розсипні агати, пов'язані з алювіально-делювіальними відкладами у східній частині родовища. Більшість агатів ювелірні. Відомі родовища гіпсу із запасами 200 млн т в районі м. Видин, каолінові піски в карстах вапняків на північному сході Болгарії, кварцові полевошпатові піски, багаті на калій, в районі м. Шумен, бентоніти і цеоліти в районі м. Кирджалі, кам'яна сіль в районі м. Провадія, мармур в горах Пірін (родов. Ілінденці). Барит добувається попутно із залізом на родовищі Креміковці.
Родовища каоліну зосереджені на північному сході Болгарії. На початок 1998 р. запаси каоліну — 172,4 млн т. У експлуатації знаходяться родовища із запасами в 35,2 млн т. Запаси вогнетривких глин значні — 21,3 млн т, включаючи 14,8 млн т промислових. Запаси бентонітових глин 62,1 млн т (в тому числі 44,2 млн т промислових). Запаси перліту — 47,3 млн т, включаючи 25,4 млн т промислових. У 1988 р. було видобуто 40 тис. т; очікується, що в 2015 р. видобуток становитиме 60 тис. т. Запаси цеолітів складають понад 2 млрд т, включаючи 772,6 млн т промислових з сорбційною здатністю 3,9-6,9 %. Загальні запаси кварцу становлять 360 тис. т, включаючи 220 тис. т промислових.
Природний декоративний камінь. Промислові запаси природного каменя оцінюються таким чином (в млн м³): мармур — 162, вапняк — 32, граніт — 29, габро — 5,9, брекчія — 27, ріоліти — 25. Метаморфічні декоративні породи найпоширеніші в Родопському масиві, менше — в Сакаро-Странджанській зоні і на заході Балкан (мармур). Камені магматичного походження залягають в основному в зоні Середньої Гори (габро і граніти), менше — в Сакаро-Странджанській зоні, Середньородопському масиві і на заході Балкан (граніти і ріоліти).

### Мінеральні води
У Болгарії нараховується понад 600 природних мінеральних джерел, що мають цілющі властивості з температурою води від 8 до 100 °С.